# Erwin Scheil
Erwin Scheil (* 6. August 1908 in Berlin; † 8. Juni 1991 ebenda) war ein deutscher Politiker (SPD).
Erwin Scheil besuchte eine Volksschule und machte eine Lehre als Dreher. Er wurde Angestellter bei der Firma Bergmann in Berlin-Wilhelmsruh. 1932 trat er der SPD und dem Reichsbanner Schwarz-Rot-Gold bei. Nach der „Machtergreifung“ der Nationalsozialisten 1933 ging er in den gewerkschaftlichen Widerstand.
Nach dem Zweiten Weltkrieg wurde Scheil zunächst Bauarbeiter und ab 1950 hauptamtlicher Angestellter der Gewerkschaft. Bei der Berliner Wahl 1958 wurde er in die Bezirksverordnetenversammlung im Bezirk Reinickendorf gewählt. Im März 1960 legte der Bundestagsabgeordnete Franz Neumann sein Mandat im Abgeordnetenhaus von Berlin nieder, so dass Scheil im Abgeordnetenhaus nachrücken konnte. Bei der Wahl 1967 wurde er erneut in das Parlament gewählt.